# Rozložná
Rozložná est un village de Slovaquie situé dans la région de Košice.

## Histoire
Première mention écrite du village en 1241.

## Démographie

### Évolution de la population
| Année:               | 1994. | 2004.    | 2014.  | 2024.   |
| -------------------- | ----- | -------- | ------ | ------- |
| Nombre de personnes: | 167   | 200      | 205    | 202     |
| Différence:          |       | +19,76 % | +2,5 % | -1,46 % |

| Année:               | 2023. | 2024.   |
| -------------------- | ----- | ------- |
| Nombre de personnes: | 209   | 202     |
| Différence:          |       | -3,34 % |